# 维勒莫里
维勒莫里（法語：Villemaury，法語發音：[vilmoʁi]）是法国厄尔-卢瓦省的一个市镇，位于该省南部，属于沙托丹区。

## 历史
维勒莫里成立于2017年1月1日，由以下4个市镇合并而成：
- 锡夫里（Civry）
- 迪努瓦地区吕茨（Lutz-en-Dunois）
- 奥祖瓦尔勒布勒伊（Ozoir-le-Breuil）
- 迪努瓦地区圣克卢（Saint-Cloud-en-Dunois）

其中迪努瓦地区圣克卢为政府驻地。

## 地理
维勒莫里（48°2'27"N, 1°28'15"E）面积76.45 平方千米，位于法国中央-卢瓦尔河谷大区厄尔-卢瓦省，该省份为法国北部内陆省份，北起顺时针与厄尔省、伊夫林省、埃松省、卢瓦雷省、卢瓦-谢尔省、萨尔特省和奧恩省接壤。
与维勒莫里接壤的市镇（或旧市镇、城区）包括：沙托丹、瓦里兹、维朗皮、诺通维尔、科尼-莫利塔尔、维朗布兰、博斯拉罗迈讷、克卢瓦三河镇、蒂维尔、雅朗、莫莱昂。
维勒莫里的时区为UTC+01:00、UTC+02:00（夏令时）。

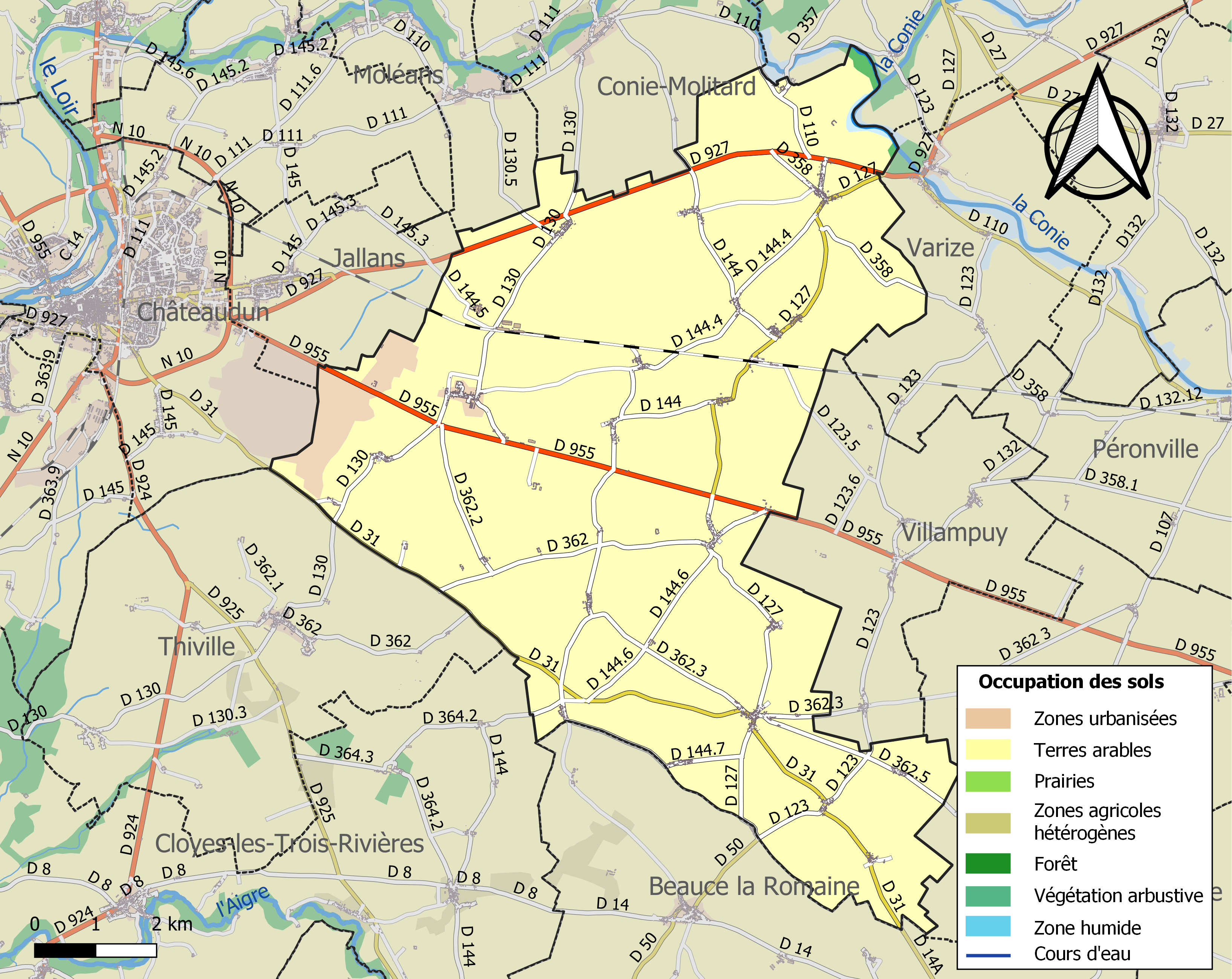
维勒莫里的OSM定位图

## 行政
维勒莫里的邮政编码为28200，INSEE市镇编码为28330。

## 政治
维勒莫里所属的省级选区为沙托丹县。

## 人口
维勒莫里于2022年1月1日时的人口数量为1300人。